# William Pitt den äldre
William Pitt, 1:e earl av Chatham, mer känd som William Pitt den äldre, född 15 november 1708 i Boconnoc (i Cornwall), död 11 maj 1778 på sitt gods i Hayes i Kent, var en brittisk statsman som redan vid 22 års ålder blev medlem av parlamentet. Under sorgfälliga studier av forntidens och den nyare tidens främsta vältalare och skalder utbildade han sig till underhusets yppersta talare. Dock hade han inte endast sin vältalighet och sina statsmannaegenskaper att tacka för sitt inflytande på det engelska folket. Han förvärvade nationens förtroende lika mycket för sin kärlek till frihet, sitt hat mot tyranniet och han var själv medveten därom. "Jag vet, att jag kan rädda landet och att ingen annan kan det", sade han till en av Englands statsmän år 1756, då det kom underrättelse, att engelsmännen haft svåra motgångar i kriget mot fransmännen. Samma år inträdde han i regeringen som utrikesminister. Visserligen blev han redan i april 1757 på grund av intriger entledigad, men efter ett par månader måste Georg II återkalla honom, och nu kunde han med större kraft ägna sig åt att utföra sina stora politiska planer. Pitts andra ministär bildar en glänsande period i Englands historia; under den förvärvade sig England herraväldet över världshaven. Han var sonson till Thomas Pitt och far till William Pitt den yngre.

## Biografi
Pitt blev efter en vårdad uppfostran i Eton College i Eton och Trinity College i Oxford samt vidsträckta resor i södra Europa 1731 kornett i ett dragonregemente samt beträdde vid 27 års ålder den politiska banan som representant i underhuset för den i familjens ägo varande valkretsen Old Sarum (1735). I underhuset slöt han sig till "patrioterna", en liten fronderande grupp inom whigpartiet, och angrep Robert Walpoles styrelse så våldsamt, att han fick avsked från sin kornettsyssla; istället blev han utnämnd till kammarherre hos prinsen av Wales, som själv tillhörde oppositionen. Hans vid denna tid ingalunda lysande ekonomiska ställning förbättrades genom den gamla änkehertiginnans av Marlborough försorg, vilken vid sin död 1744 lämnade honom ett legat på 10 000 pound sterling som erkänsla för hans politiska förtjänster (i kampen mot den av henne avskydde Walpole). Mot Walpoles efterträdare som ledande minister, Carteret, var Pitt om möjligt än mer våldsam i sin opposition; han tyckes därvid mindre ha påverkats av sakskäl än av harm, över att han vid Walpoles fall 1742 inte fick någon plats i den nya ministären. 

### Ökat inflytande
Med oppositionens ledare bröderna Pelham (Henry och Thomas) knöt han istället vänskapsförbindelser, men dessa lyckades inte mot kungens vilja bereda honom plats i den ministär de bildade 1744. Men då de 1746 begärde sitt avsked, därför att kungen fortfarande vägrade Pitt inträde i ministären, måste Georg II, som hyste gammalt agg mot Pitt, därför att denne vid några tillfällen uttalat sig i mycket föraktlig ton om huset Hannover, omsider ge efter, och Pitt fick en plats i ministären (men ej i själva kabinettet) som vice skattmästare för Irland, sedermera som Paymaster General. Då Henry Pelham avled (1754) och som premiärminister efterträddes av sin bror, hertigen av Newcastle, hyste Pitt förhoppning om att bli underhusets ledare, och när detta hopp sveks, började han småningom inta en alltmer oppositionell hållning, tills han i november 1755 entledigades från sin ministerpost. 
Hans inflytande i underhuset var emellertid alltjämt i stigande, och då Newcastles ministär föll, blev Pitt, under hertigens av Devonshire nominella ledarskap, i december 1756 det nya kabinettets verklige ledare som statssekreterare för krigs- och utrikesärendena. I april 1757 tvangs dock Pitt av kungen att avgå. Det visade sig snart omöjligt att regera utan honom, och i juni 1757 bildade han en ny ministär, som blev den kanske mest lysande i Englands historia och vars nominelle chef var Newcastle, men vars själ var Pitt, vilken ånyo som statssekreterare ledde utrikes- och krigsärendena samt var underhusets ledare. Vid denna tid var Englands politiska ställning så svår, att landet av många ansågs nära sin undergång. England var nämligen invecklat i Sjuårskriget; dess ende bundsförvant, Preussen, var nästan nedtryckt av övermäktiga fiender, den engelska armén i grund slagen vid Hastenbeck, och kriget i Amerika mot fransmännen fördes erbarmligt illa. Men aldrig visade det sig tydligare, hur en stor, snillrik och kraftig man mäktar ändra händelsernas gång. 
Pitt förstärkte den engelska armén i Tyskland samt skaffade den en utmärkt anförare i Ferdinand av Braunschweig. Han gav Fredrik II i årliga subsidier 700 000 pound sterling, vilket för denne möjliggjorde krigets fortsättande. Den av Pitt till Amerika sände general Wolfe erövrade Kanada, samtidigt med att Robert Clive för Ostindiska kompaniets räkning erövrade stora delar av Indien. Den engelska flottan vann den ena segern efter den andra över Frankrikes, av vilken nio tiondelar alldeles förstördes, och engelska kapare bortsopade nästan fullständigt den franska handeln från världshaven. Dessa framgångar framkallade en allmän hänförelse i England, och Pitt blev dennas förnämsta föremål. I den inre styrelsen var han, trots att han även där utövade ett stort och välgörande inflytande, inte lika framstående som vid ledningen av krigs- och utrikesärendena, och trots sina stora förtjänster ägde han många fiender, som han förvärvat delvis på grund av sin stolthet och våldsamhet. Sedan Georg III 1760 bestigit tronen, blev Pitts ställning försvagad, då kungen och dennes gunstling Bute hörde till hans motståndare.

### Premiärminister
Då Pitt, sedan Frankrike med Spanien med flera makter avslutit det bourbonska familjefördraget (1761), fordrade krig mot Spanien, medan kungen och de flesta ministrarna motsatte sig detta, avgick Pitt 5 oktober 1761. Georg gav honom därvid en årlig pension av 3 000 pund sterling, och hans hustru, lady Hester Grenville, fick titeln baronessa Chatham. Som ledare av oppositionen angrep Pitt sedermera häftigt det sätt, varpå fredsunderhandlingarna fördes och freden slöts (1763). I den kort därpå utbrytande tvisten mellan regeringen och de amerikanska kolonierna tog Pitt avgjort parti för de senare, vilkas politiska friheter han försvarade med glödande vältalighet. Slutligen måste Georg III uppmana honom att bilda en ny ministär, vilket han, trots sjukdom (han led sedan unga år av tidtals mycket svårartad gikt), likväl gjorde i juli 1766. Han övertog själv sigillbevararämbetet och upphöjdes i samband därmed till earl av Chatham. Att han mottog denna värdighet, minskade likväl hans popularitet och i än högre grad hans politiska betydelse, som huvudsakligen berodde på hans utomordentliga inflytande i underhuset, varför han också benämnts "the great commoner" ("den store underhusledamoten").

### Sjukdom och död
Pitts tilltagande sjuklighet, som stundom förde honom till gränsen av sinnesrubbning, hindrade honom för övrigt från att ta någon verksammare del i regeringen, och 12 oktober 1768 nedlade han sitt ämbete, sedan hans kollegers okloka politik emot de nordamerikanska kolonierna vållat en ny och ödesdiger kris i förhållandet mellan dem och moderlandet. Under de följande åren uppträdde Pitt huvudsakligen vid de tillfällen, när det amerikanska frihetskriget var föremål för parlamentets uppmärksamhet. Han tog i allmänhet parti för kolonierna, men opponerade sig å andra sidan livligt mot monarkins sönderstyckning (särdeles berömda är hans tal 9 januari 1770, 27 maj 1774 och 20 januari 1775). Det var även i denna fråga han sista gången uppträdde i överhuset, 7 april 1778. Under denna debatt drabbades han av slag; han avled något över en månad därefter. 
Pitt fick en statsbegravning 9 juni samma år i Westminster Abbey. Medel anslogs till en minnesvård där. Hans skulder betalades av staten med 20 000 pund sterling, och åt innehavaren av titeln "earl av Chatham" anslogs för all framtid en årlig livränta av 4 000 pund sterling. Pitt var inte endast en av Englands största statsmän, han var även måhända dess främste politiske talare. Ingen har överträffat honom i att göra starkt intryck på åhörarna och att behärska dem. Detta skedde mindre genom formens fulländning än genom den våldsamma kraft och den överlägsna framställningskonst, med vilka han uttalade sina snillrika tankar. Men hans nervösa retlighet förledde honom ofta till brutala utfall mot motståndare, och hans högdragenhet gjorde samverkan med honom ytterst svår. I sitt enskilda liv var han tadelfri, i besticklighetens tidevarv oåtkomlig för mutor, men han var å andra sidan konstlad, teatralisk och praktlysten. Han var den förste engelske statsman, vars makt väsentligen berodde på allmänna meningens stöd, oberoende av direkt inflytande hos kungen och i parlamentet.